# Dławisz okrągłolistny
Dławisz okrągłolistny (Celastrus orbiculatus) – gatunek liściastego pnącza z rodziny dławiszowatych. Naturalnie występuje w południowo-wschodnich Chinach, Japonii oraz na Półwyspie Koreańskim. Gatunek introdukowany został do Stanów Zjednoczonych, gdzie w północno-wschodniej części tego kraju wypiera rodzimego tam dławisza amerykańskiego. Introdukowany został także do różnych krajów europejskich i do Nowej Zelandii. W Polsce jest uprawiany, zdziczały rośnie na rozproszonych stanowiskach, głównie w lubuskim.
Gatunek ujęty jest na liście inwazyjnych gatunków stwarzających zagrożenie dla Unii Europejskiej.

## Morfologia
PokrójBujne pnącze o bardzo dużym przyroście rocznym, dorastające nawet do 10 metrów wysokości.
LiściePojedyncze, odwrotnie szerokojajowate do okrągławych z lekko wyciągniętym zaostrzonym wierzchołkiem, długość liścia waha się od 5 do 10 cm, brzeg liścia najczęściej karbowano–piłkowany.
KwiatyPojawiają się zwykle od maja do czerwca, bardzo drobne, białe, skupione nielicznie w wiechach.
OwoceŻółte torebki, do dojrzeniu otwierające się i odsłaniające kulisto skupione, czerwone do brązowych nasiona o średnicy do 8 milimetrów.

## Wymagania i zastosowanie
Pnącze to uprawia się jako roślinę ozdobną, głównie w odmianach obficie owocujących np. 'Diana', która dla zawiązania owoców potrzebuje jednak obecności w pobliżu okazów odmiany męskiej, mogących ją zapylać. Gatunek jest bardzo tolerancyjny w stosunku do gleby, znosi miejsca zacienione, wykazuje również wysoką mrozoodporność w polskich warunkach.